# Tundiqui
El Tundiqui o Tundique, es una danza de origen colonial. En Bolivia, en sus inicios, esta danza era interpretada principalmente por la comunidad afroboliviana durante las Pascua, en la "Fiesta de San Benito", celebrada en la Capilla de Mururata.

## Origen
Respecto al origen del tundiqui existe controversia entre dos posiciones provenientes de Bolivia y del Perú.

### Bolivia
El Tundiqui, Tuntuna o Negritos, es una danza de origen afroboliviano procedente de la localidad de Mururata ubicada en la zona de los valles tropicales de los Yungas de Bolivia. Esta danza la practicaba el pueblo afroboliviano conjuntamente con la saya en la "Fiesta de San Benito" que se desarrollaba en día de Pascua en la Hacienda de Mururata en la Provincia de Nor Yungas

### Perú
El Tundiqui o Tundique, es una danza aymara originaria de la zona altiplánica entre Bolivia y el Perú, de procedencia colonial en el Virreinato del Perú y se registrarian a las localidades de Yunguyo y Vilchechico como las zonas con más presencia de comparsas de tundikis.

## Historia

### Tundiqui en Bolivia
El historiador y etnógrafo boliviano Manuel Rigoberto Paredes Iturri en su libro "Arte en la altiplanicie", escrito en 1913, que trata del folklore en el altiplano boliviano, en el espacio geográfico del departamento de La Paz, describe la danza como un baile afroboliviano que era imitado por los mestizos: "el de los Tundiques, que ha llegado a popularizarse tanto que aun lo imitan los mestizos con aplauso y embeleso de vulgo. El vestido está compuesto de un pantalón y saco de genero blanco, y lleva en las manos dos pedazos de madera tallados y con dentaduras apropiadas para producir un sonido áspero con el roce o frote de ambas partes y cascabeles en los pies. Entonan cánticos que acompasan con el movimiento de los cascabeles y sonido de maderas. Cantan y bailan con mucha cadencia y mímica rítmica, sin perder un momento el compás. El negro muestra siempre aptitudes especiales para el baile por eso cuando los mestizos, los que hacen de tundiques, no entienden la gracia de aquél." 
Una referencia mas antigua de la danza la realiza el mismo autor en su libro "Monografía de la Provincia de Muñecas" del año 1898, libro que actualmente se encuentra en la Biblioteca Municipal de La Paz.
El tundiqui fue descrito por el arqueólogo Max Uhle en su manuscrito "los bailes de los Aimaras" en el año 1895 describiendo: "Lo bailan negros de Mururata. También otros en La Paz y se pintan. Lo retraté en La Paz, Muñecas que representan el baile hechas en la Penitenciaría de La Paz".
La danza tundiqui se originó en Mururata en la Provincia de Nor Yungas de la cultura afroboliviana. Posteriormente esta danza la imitaría la población mestiza e indígena boliviana pintandose el rostro de color negro y usando máscaras negras. El poeta y escritor coroiqueño Arturo Pizarroso Cuenca en su libro "La cultura negra en Bolivia" entre otros temas destaca la transculturación que crea el folklore afroboliviano: "Su música (el tundiqui y la saya) interpretada en tambores de todo tamaño, gusta en sobremanera al pueblo. Los mismos indios y mestizos los imitan en sus bailes y en su música, embadurnándose la cara con betún o corcho quemado o en su defecto emplean máscaras de estuco de color ébano, improvisando cantos alusivos a la ceremonia. Es frecuente ver en la Ciudad de La Paz, más que todo en las fiestas religiosas el baile del tundiqui". Así mismo Pizarroso Cuenca describe la práctica del tundiqui en las comunidades afrobolivianas de los Yungas, apuntando: "En Yungas los negros al son de tambores del tundiqui y la saya improvisan canciones breves que repiten más de cien veces, bailando y cantando sin demostrar cansancio alguno; las mujeres son verdaderas tiples o sopranos cuyas voces se escuchan hasta la distancia".
Según el investigador peruano Javier Salas Avila el tundique o tundiqui es una danza boliviana, un tipo de villancicos de la comunidad afroboliviana, que serían de base, para la construcción de la danza Caporales.

### Tundiki en el Perú
El historiador peruano Emilio Romero, en su Monografía del Departamento de Puno (1928), menciona una danza denominada tundique, de origen colonial, bailada por aymaras, y la describe de la siguiente manera: “Tundiquis, es igualmente de factura colonial. Los danzarines son parejas de hombres y mujeres entre los que uno de los indios se disfraza de zambo o mulato y camina al son de una gaita hecha de un pinquillo y una vejiga inflada.” (1928:212).
En la década 30 del siglo pasado participaron en la Festividad Virgen de la Candelaria conjuntos de Tundique, en 1943 se informaba a los múltiples cascabeles ‘Tundiques’ que con sus irónicos versos daban más de un mal rato a las autoridades de policía, en 1968 intervenía Tundiques de Yunguyo, en 1970 Tundiques del Barrio Independencia Puno y en 1972 los Tundiques del Barrio Orkopata. En 1959 en un certamen escolar concursaba un Tundique. En 1964, en el concurso de Ácora, participaron Tundiques.
Los Negritos del 10 de Octubre es un conjunto emblemático del Tundique, que se hacía presente en homenaje a San Francisco de Borja o “Tata Pancho”, patrono de Yunguyo. Sobre este conjunto Darío Pariente Guzmán comentaba en el año 1964: "Los Negritos de 10 de Octubre" La danza morena de Yunguyo, nació bajo la dominación española. Los campesinos de este pueblo en gestación aprendieron las danzas africanas y tropicales y los incorporaron a su repertorio telúrico con algunas modificaciones. Ahora, los mestizos han despojado a los campesinos el derecho a interpretarla.
En el año 2011, el investigador peruano René Calcín Anco publicó un artículo titulado "Los Caporales, una danza afroaltiplánica" sosteniendo que el Tundiqui era una danza colonial creada por aymaras de la localidad de Yunguyo, afirmando que dicha localidad era un lugar de descanzo de afrodescendientes que llegaban a descanzar a esa localidad altiplánica de la cálida región de Los Yungas (actual Bolivia).
Así mismo Calcín Anco en su artículo citando a Emilio Romero y su obra "Monografía del Departamento de Puno" del año 1928 sostiene el origen colonial del Tundique, la ejecución por parte de los aymaras y la registraría como danza puneña: “Otro baile llamado Tundiquis, es igualmente de factura colonial.

## La Fiesta de San Benito
El tundiqui conjuntamente con la saya y la semba formaba parte de una ceremonia acompañada de festejos dedicados al Rey Afroboliviano denominada la "Fiesta de San Benito" que se desarrollaban en la región de Mururata en Los Yungas de Bolivia. Pizarroso Cuenca describe: "Cada año en la fiesta de Pascua en la hacienda de Mururata, los negros, le rinden homenaje a su Rey de color con todos los honores del caso. El día de Pascua el cura Párroco de Coroico, celebra misa en la Capilla de Mururata, en cuyo recinto se venera la imagen de San Benito. Después de celebrada la misa, sale el Rey Negro llevado en andas, a un sitio apropiado y vistoso cerca de la Capilla, acompañado de su guardia de honor bién escoltado, de hombres armados y de mujeres escogidas, generalmente jóvenes quienes cantan e improvisan canciones alusivas a la ceremonia con voces de tiple y soprano que se hoyen hasta la distancia. Luego bailan sin descanzo alguno, horas enteras, con música de tambores de toda dimensión el tundiqui y la saya, pero, antes de comenzar el baile, debe hacerlo primero el Rey Negro, con el baile de linaje y tradición africana: La ZEMBA, exclusivamente baila el Rey, sin que nadie lo acompañe, solo, munido de un mortero, aparato de moler arroz, dando varias vueltas alredor, gesticulando palabras alusivas al acto y a su raza, ceremonia muy típica muy propia del folklore negro".
Uno de los tundiques más famosos es el siguiente:

Dónde está mi negra bailando

Cargada de su wawita cantando
Cargada de su wawita bailando.

Dónde está mi negra bailando
Cargada de su wawita cantando
Cargada de su wawita bailando.

Negra, samba, aunque tunante
siempre adelante
Negra, samba, aunque tunante
siempre adelante
Negra, samba, aunque tunante
siempre adelante.

Nos tomaremos un yungueñito
Nos tomaremos un yungueñito
Donde la hermana del Manuelito
Donde la hermana del Manuelito.

Nos tomaremos un yungueñito
Nos tomaremos un yungueñito
Donde la hermana del Manuelito
Donde la hermana del Manuelito.

Negra, samba, aunque tunante
siempre adelante
Negra, samba, aunque tunante
siempre adelante
Negra, samba, aunque tunante
siempre adelante.

Seguiremos, seguiremos bailando
Seguiremos, seguiremos cantando
Con la saya y el tundiqui bailando
Con la saya y el tundiqui cantando.

Negra, samba, aunque tunante
siempre adelante
Negra, samba, aunque tunante
siempre adelante
Negra, samba, aunque tunante
siempre adelante.
Fiesta de San Benito (Nor Yungas-La Paz-Bolivia)

## Cuestión cultural y controversia
Respecto a esta danza surgen cuestionamientos controversiales de carácter cultural e identitario. La investigadora Eveline Sigl expresa que las representaciones de esta danza últimamente se han vuelto muy problemáticas, ya que los danzantes no sólo se pintan la cara de negro (una práctica que se considera altamente racista), sino también incluyen escenas de violencia en sus representaciones donde un Caporal azota a un esclavo negro sin misericordia y donde algunos danzantes están arrastrando grilletes y cadenas, teatralizaciones que antiguamente no formaban parte de la danza y que proporcionan una imagen denigrante del afrodescendiente boliviano.

## Conjuntos de Tundiqui
En Bolivia el Tundiqui es llamado también Danza de los Negritos siendo bailado por mestizos simulando ser afros y dirigidos por un caporal y se baila en fiestas como el Carnaval de Oruro, con Conjuntos como “Negritos de Pagador” fundado en 1956 y "Negritos Unidos de la Saya" fundado en 1957, ambas agrupaciones desde su fundación continúan bailando esta danza hasta la actualidad. Así también se baila en la entrada de La Fiesta de Jesús del Gran Poder en la ciudad de La Paz con la fraternidad de Negritos del Colegio Nacional San Simón de Ayacucho fundada en 1973, bailando desde su fundación hasta la actualidad. Otras fraternidades bolivianas que también participaban con esta danza fueron la "Fraternidad Negritos Espumosos de La Paz" y el "Conjunto Folclórico Negritos Centralistas".